# ロシア海軍
ロシア海軍（ロシアかいぐん、ロシア語: Военно-морской флот、略称: ВМФ）は、ロシアの海軍。ロシア連邦軍の軍種。また密接な関係があるロシア帝国海軍、ソビエト連邦海軍についてもあわせて扱う。

## 名称
ロシア語「Военно-морской флот」（ВМФ）を直訳・逐語訳すると軍事海上艦隊（ぐんじかいじょうかんたい、英語: Military Maritime Fleet）、正式名称「Военно-морской флот Российской Федерации」（ВМФ России）を直訳するとロシア連邦軍事海上艦隊（ロシアれんぽうぐんじかいじょうかんたい、英語: Military Maritime Fleet of the Russian Federation）となる。

## 概要
2015年末時点で、航空母艦1隻、弾道ミサイル原子力潜水艦13隻、巡航ミサイル原子力潜水艦9隻、攻撃型原子力潜水艦18隻、通常動力型潜水艦22隻、巡洋艦6隻、駆逐艦18隻、フリゲート10隻、コルベット46隻、高速戦闘艇21隻、戦車揚陸艦19隻を含む艦艇を保有している。航空機は、戦闘能力を有する固定翼機186機、回転翼機185機を保有する。
海軍人員は、現役総員約14万8千人で、ロシア海軍航空隊約3万1千人、ロシア海軍歩兵（諸外国の海兵隊・陸戦隊に相当）約3万5千人、沿岸防衛陸上部隊（地対艦ミサイル・沿岸砲運用部隊）約2千人が含まれる。艦艇乗組員の大半が志願兵を占め、2017年時点で潜水艦は100%、水上艦艇は90%が志願兵となっている。総司令部はサンクトペテルブルクの旧海軍省棟に入っている。
2020年までに約4兆5,000億ルーブル(日本円で770億6500万円)を投入し近代化する予定である。軍用艦51隻、通常潜水艦16隻、戦略潜水艦8隻を建造している。

## 地勢
ジェーンズ海軍年鑑2015-2016年版によれば、ロシア連邦は、海岸線の長さは20,331海里に達し、大洋は北は北極海、東は太平洋に接し、カスピ海、バルト海、黒海といった内海に接している。これらの海にはヴォルガ川、ドン川、ネヴァ川、オビ川、エニセイ川、レナ川のような大河が注ぎ、ヴォルガ・ドン運河、ヴォルガ・バルト水路などを通じて、内陸にある首都モスクワをはじめ主要な大都市と連絡している。ヨーロッパ部は特に運河網が発達している。極東ではアムール川が最も重要な内陸への交通路を担っている。主要な大きな島は、北極海に集中しており、ゼムリャフランツァヨシファやセヴェルナヤ・ゼムリャ諸島周辺は多島海となっている。ノヴァヤゼムリャ、ヴァイガチ島、ノヴォシビルスク諸島、ウランゲリ島は大きな島々である。太平洋では、千島列島(クリル列島)がカムチャッカ半島南端から南西に伸びている。大きな島としてサハリン島がオホーツク海にある。
重要海港として、黒海沿岸にはノヴォロシースク、バルト海沿岸にはサンクトペテルブルク、カリーニングラード、太平洋岸にはナホトカ、ボストチヌイ、ウラジオストク、ワニノ、ペトロパブロフスク・カムチャツキー、北極海沿岸にはムルマンスク、アルハンゲリスクがある。重要な河川港として、ルイビンスク、ニジニ・ノヴゴロド、サマーラ、ヴォルゴグラード、アストラハン、ロストフ・ナ・ドヌがある。しかし、国土が高緯度にあるため、上に挙げた港のうち海港の不凍港は、バレンツ海沿岸のムルマンスク、バルト海沿岸のカリーニングラード、太平洋岸のウラジオストク、ナホトカ、ボストチヌイ、ペトロパブロフスク、黒海沿岸に限られる。
周囲の各内海は、孤立しており直接は接していない。また2つの大洋も、冬季は凍結により著しく連絡が困難になるという特徴を持っている。
バレンツ海を含む北極海と大西洋は北方艦隊、バルト海はバルト海艦隊、黒海は黒海艦隊、太平洋は太平洋艦隊、カスピ海はカスピ小艦隊が管轄している。黒海艦隊は地中海に、太平洋艦隊はインド洋にも度々展開している。

## 歴史

### ロシア帝国海軍

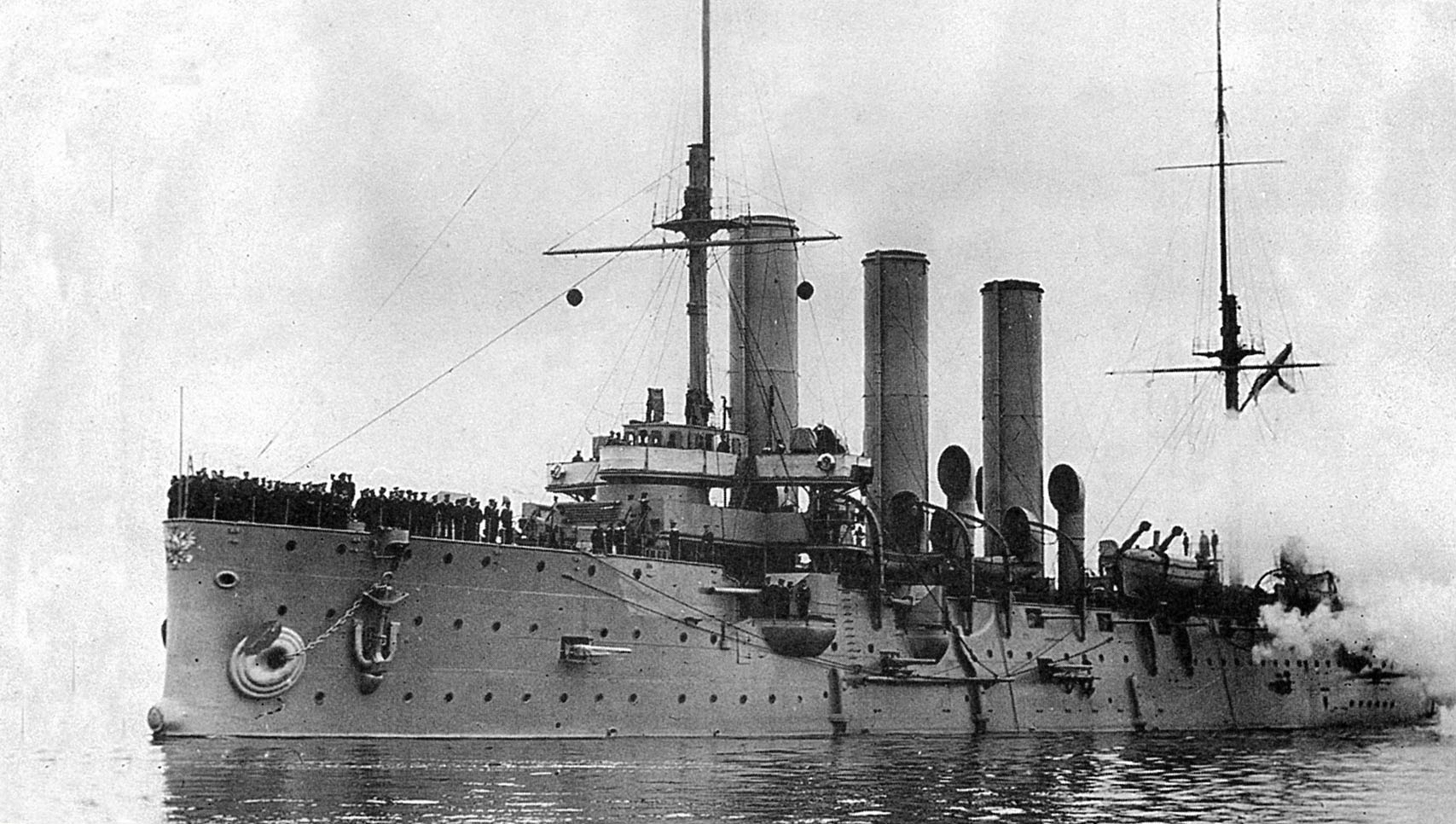
防護巡洋艦「ヂアーナ」（1897年）

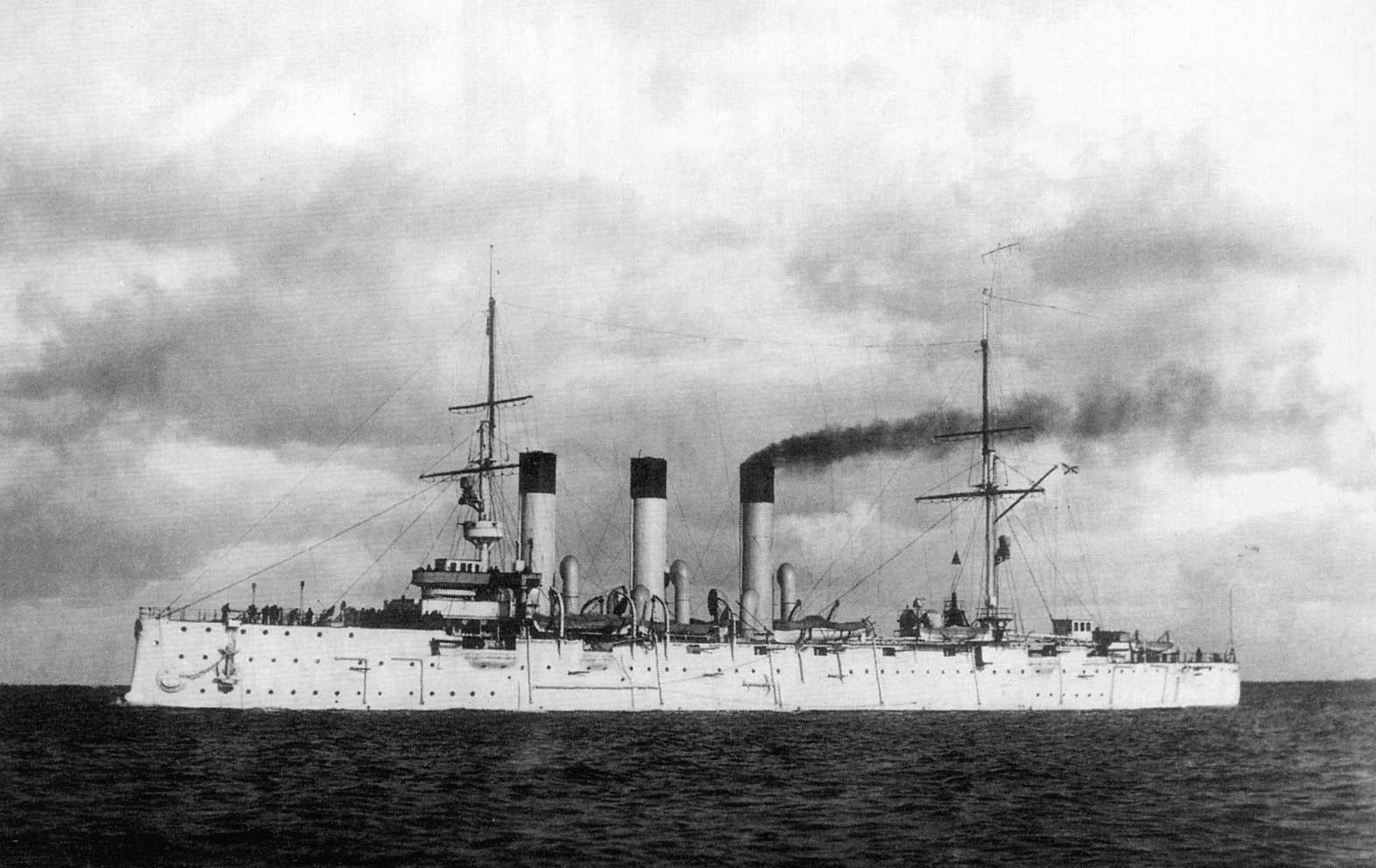
防護巡洋艦「アヴローラ」（1903年）

ロシアはもと内陸に発した国であったが版図の拡大とともに港湾を獲得していき、ピョートル1世の時代にアゾフ海から黒海への遠征を行った。1693年にアルハンゲリスクにロシア初の造船所を建設し、1695年に初の常設艦隊を設置、1696年には海軍を創設した。1699年のオスマン帝国とのカルロヴィッツ条約でアゾフ海の制海権を得た。
1700年に始まった大北方戦争の最中の1703年、フィンランド湾奥に海港サンクトペテルブルクを建設。バルト海艦隊（バルチック艦隊）の本拠となった。1712年、ハンゲの海戦でスウェーデンを撃破し、バルト海の覇権を得る。これを機にロシアは海軍の整備を始めた。18世紀まではスウェーデン海軍に敗れるなど稚拙な面は否めなかったが、19世紀初頭には海軍省が設置され、イギリス海軍、フランス海軍に次ぐ世界3位の規模を誇った。
しかし、クリミア戦争ではシノープの海戦でオスマン帝国海軍を壊滅させた一方で、セヴァストポリ防衛のために艦船を自沈させて水兵を歩兵に転用するなど苦戦を強いられ、1856年のパリ条約で黒海艦隊を手放さるを得なかった。それでも、1855年の日露和親条約と1858年の日露修好通商条約締結にはエフィム・プチャーチン提督が尽力するなど、海軍の政治力は未だ大きいままで、日露戦争勃発までには豊富な国力によって10隻を超える戦艦を有する大規模な海軍を有するようになった。
とはいえロシア海軍は致命的な欠点があった。ロシアには不凍港がなかったのである。これを得るためにアジアに勢力を伸ばそうとし、日露戦争が勃発した（南下政策）。しかし、黄海海戦や旅順攻囲戦、蔚山沖海戦の一連の戦闘によって太平洋艦隊はほぼ壊滅、日本海海戦によってバルト海艦隊所属だった主力艦もほとんど失ったため、海軍は壊滅状態となった。しかも、ウクライナでは戦艦「ポチョムキン」（正式名称「ポチョムキン＝タヴリーチェスキー公」）や防護巡洋艦「オチャーコフ」で相次いで反乱が起き、兵士の忠誠心の低下も深刻な問題となった。
1917年のロシア革命では、防護巡洋艦「アヴローラ」の号砲によって十月革命が始まり、ロシア帝国海軍の歴史は幕を閉じた。

### ソビエト連邦海軍
革命後、旧ロシア帝国海軍の艦船の中には、ウクライナ人民共和国・ウクライナ国に接収された黒海艦隊の艦船などもあったが、最終的には赤色艦隊に再集結された。
大陸国であるソ連は、地理的条件から必然的に陸軍戦力に重点を置いたため、海軍は自国領土近海の防衛に徹した沿岸海軍として整備される事となった。そのため、ソ連は沿岸警備用として有効な潜水艦の建造に力を入れ、第二次世界大戦時には世界最大の潜水艦隊を保有するに至った。しかし、外洋作戦能力には欠けていた。主要交戦国であったドイツも海軍力に乏しい陸軍国であったため、大戦中にソ連海軍が大規模な海戦を経験することはなかった。赤色海軍はあくまで赤軍の一部門に過ぎなかったが、1946年には赤軍がソビエト連邦軍に改称したのに伴い、ソ連海軍としてようやく独立を果たした。
第二次大戦後も潜水艦隊の増強は重視され、特に弾道ミサイル搭載潜水艦ゴルフ級やホテル級などの建造は西側陣営よりも先行したものだった。
一方、スターリンは大規模な水上艦隊の建設にも乗り出した。しかしスターリンの死後に水上艦隊の建造計画は一時的に中止されてしまう。
しかし、1962年にキューバ危機を迎えると、状況は一転する。アメリカの圧倒的な海軍戦力の前に、ソ連は不利な状況に追い込まれ、結局キューバのIRBM基地を撤去せざるを得ない状況へと追い込まれ、フルシチョフ書記長の失脚を招く結果となった。これによりソ連は海軍戦力、特に水上艦艇戦力を増強するようになった。
さらに、ソ連に追い討ちを掛ける新たな脅威が出現した。1960年代、「米ソ・ミサイル・ギャップ」の対抗策として、アメリカ海軍はジョージ・ワシントン級SSBNなどの戦略核ミサイル搭載潜水艦を就役させてきた。これにより、ソ連は海中からの核攻撃の危険に晒されるようになったため、否応なしに対潜戦闘能力の増強を強いられる。そして、クレスタII型対潜巡洋艦、対潜ヘリコプター14機を搭載したモスクワ級対潜巡洋艦、クリヴァークI・II級フリゲートなどを就役させた。

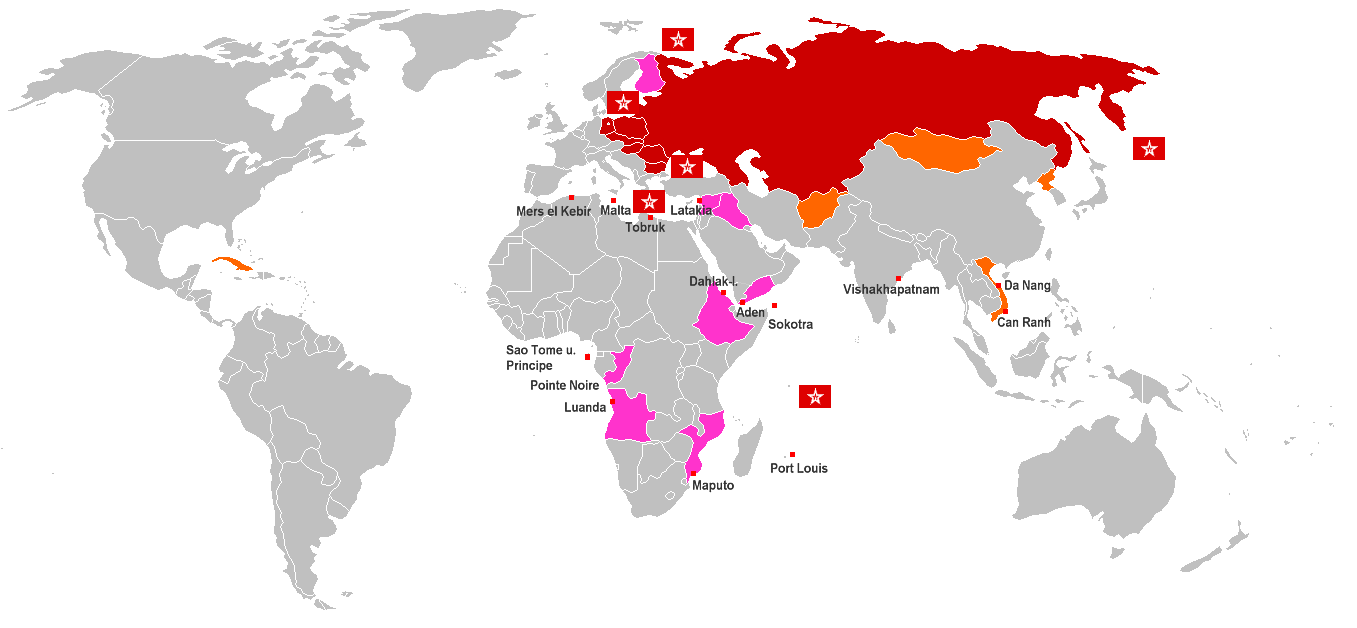
ソ連海軍の基地を置いた国

その後1970年頃から、ソ連はセルゲイ・ゴルシコフらによって世界戦略遂行の必要から、本格的に外洋海軍の建設へと乗りだす。ただしこれは、戦時において外洋で米海軍と積極的に交戦する事を意味するものではなく、あくまでも平時における「ショー・ザ・フラッグ」の為の「外洋海軍」という意味合いが強かった。ソ連海軍の戦時の基本方針は、あくまでも、自軍の戦略核ミサイル原子力潜水艦（デルタ級など）を自由に活動させるため、自国近海を聖域化する事であった。この際、一番脅威となるのは米海軍の空母機動部隊であった。ソ連海軍は、この強力な洋上航空戦力を撃ち破らない限り、自国近海の安全を確保する事はできないと見られた。
そこでソ連が生み出した戦術が、対艦ミサイル飽和攻撃であった。これは、大型爆撃機、水上艦、潜水艦など複数の兵器から敵空母目掛けて一斉に対艦ミサイルを発射、敵空母部隊の防空能力の限界を越えた数のミサイルを撃ち込む事で、米空母を撃沈しようという作戦であった。そこで、長射程対艦ミサイルP-500「バザーリト」（NATOコードネーム「サンドボックス」）、P-700「グラニート」（同「シップレック」）などを多数搭載したソヴレメンヌイ級ミサイル駆逐艦、スラヴァ級ミサイル巡洋艦、キーロフ級原子力ミサイル巡洋艦（1980年）など、強力な対水上打撃力を持った艦艇を就役させた。
一方、アメリカ海軍に対抗して航空母艦の保有にも着手し、キエフ級航空巡洋艦（1975年）、事実上の空母の重航空巡洋艦「アドミラル・クズネツォフ」（1991年）などを就役させ、さらに原子力正規空母ウリヤノフスク級の建造にも着手した。しかし、1991年のソビエト連邦の崩壊に伴って海軍力の増強は途絶えた。また一部の艦艇が以下のように旧構成国に移管されるとともに、バルト海ではリガ、タリンといった前進基地、黒海ではセバストポリ（のち租借して使用）、ニコラエフ（ムィコラーイウ）造船所といった貴重な施設を失うこととなった。
- バルト海：エストニア海軍、ラトビア海軍、リトアニア海軍（2004年に3か国揃ってNATOに加盟）
- 黒海：ウクライナ海軍（2014年クリミア危機でほとんどの艦艇がロシア海軍に復帰）、ジョージア海軍（艦艇を移管されず、他の艦艇も2008年の南オセチア紛争で壊滅）
- カスピ海：アゼルバイジャン海軍、カザフスタン海軍、トルクメニスタン海軍

### ロシア連邦海軍

#### 海軍の再建と実戦投入

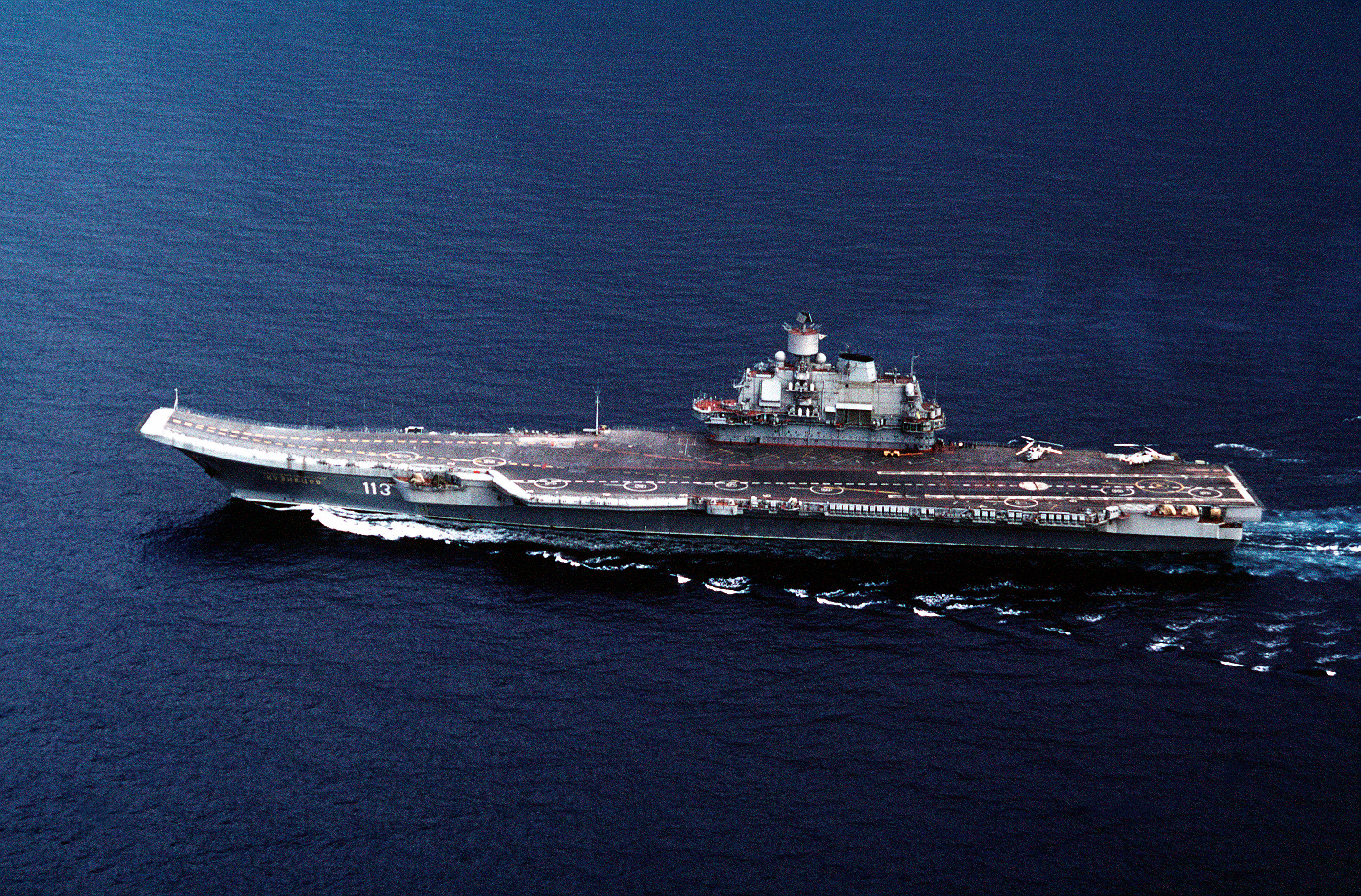
現役復帰した重航空巡洋艦アドミラル・クズネツォフ

ソ連崩壊後、軍事予算の激減に伴ってロシア海軍の艦艇稼働率は大きく低下し、新型艦艇の調達や既存の艦艇に対する修理・近代化改修も滞るようになった。後述するステレグシュチイ級フリゲートが2007年に就役するまで、ソ連崩壊後に起工された新型水上艦艇は1隻も就役していなかった。
しかし2000年に成立したウラジーミル・プーチン政権は海軍力の再建に意欲を示し、同年、『ロシア連邦海洋ドクトリン』と呼ばれる文書を公表した。同文書では、海洋が今後の発展分野になるとの認識を示した上で、ロシアの海洋権益を守る力として海軍を位置づけている。
こうしたプーチン政権の姿勢と国防予算の回復とがあいまって、2000年代後半以降、ロシア海軍の再建に一定の目処がつき始めた。
その第一は、艦艇の外洋行動の活発化である。2007年12月5日、クレムリンで行われた会議において、ロシア連邦国防相アナトーリー・セルジュコフはプーチン大統領に対し「ロシア艦隊は、世界の海洋の異なる海域において、再びその存在を示す」と報告した。同日、2004年に現役復帰した「アドミラル・クズネツォフ」、ウダロイ級駆逐艦2隻、給油艦1隻、救助曳航艦1隻の計5隻で構成される艦艇打撃グループが、2ヶ月間に渡る北東大西洋及び地中海への遠征に出発した。艦艇打撃グループは演習を行いながら大西洋を南下。12月15日、バルト艦隊所属の給油艦から燃料の洋上補給を受けた。12月21日に地中海入りした艦艇打撃グループは、イタリアおよびフランスの港を訪問し、両国海軍と合同演習を実施した。2008年1月18日、艦艇打撃グループは地中海で黒海艦隊所属のスラヴァ級ミサイル巡洋艦「モスクワ」と合流、翌1月19日、再び大西洋へ戻った艦艇打撃グループは、本隊が1月21日から空軍の戦略爆撃機と合同演習を実施し、別働隊は1月24日からフランス海軍との2度目の合同演習を実施した。巡洋艦モスクワは、1月25日にポルトガルを訪問した。艦艇打撃グループは、1月28日から2月1日まで、40機以上の空軍機と合同演習を実施し、2月3日にセヴェロモルスクへ帰港した。
この長距離行動を皮切りに、ロシア海軍は継続的に艦艇グループを遠隔海域に派遣するようになっている。最近ではソマリア沖の海賊対処のため、1隻の水上戦闘艦と数隻の支援艦艇から成る艦艇が継続的にソマリア沖に派遣されるようになったほか、空母「アドミラル・クズネツォフ」や原子力巡洋艦「ピョートル・ヴェリキィ」をそれぞれ中心とする艦隊が大西洋やカリブ海、インド洋にまで進出するようになった。また、2010年には、ロシア東部で実施された大演習「ヴォストーク（東方）2010」に参加するため、バルト艦隊および黒海艦隊から艦艇が日本まで長駆展開した。
第二に、艦艇の建造・修理が活発化し始めた。たとえば2001年12月に近海警備艦「ステレグシュチイ」が、2004年12月に大型揚陸艦「イワン・グレン」が、2006年2月には航洋フリゲート「アドミラル・フロータ・ソヴィエツカヴァ・ソユーザ・ゴルシコフ」が起工されている。ステレグシュチイ級は、2007年11月14日に1番艦ステレグシュチイが海軍へ引き渡され、2012年4月までに7隻が起工されている。潜水艦も新造されており、ボレイ型弾道ミサイル原子力潜水艦、ヤーセン型多用途原子力潜水艦、ラーダ型潜水艦が建造中であり、2007年12月14日には、試験潜水艦サロフが進水した。ラーダ型1番艦サンクトペテルブルクは2010年5月8日に就役し、ボレイ型1番艦ユーリー・ドルゴルキイは2012年に就役予定、ヤーセン型1番艦セヴェドロヴィンスクは2012年に就役予定である。
また、2004年9月にはロシア海軍唯一の空母（同海軍では重航空巡洋艦と呼称）「アドミラル・クズネツォフ」が長期修理を終えて現役復帰し、2020〜2025年まで現役に留まることになったほか、2011年以降には予備保管状態に置かれているキーロフ級巡洋艦の現役復帰および近代化改修が始まる予定である。その他の水上艦艇や潜水艦についても、順次、修理・近代化改修が進んでいる。その一方、長期間「修理中」の名目で放置されている艦艇については除籍を進め、コスト削減を図る方針も示されている。
プーチン政権は戦力の再建と並行して、艦艇や海軍歩兵を実戦に度々投入した。2008年の南オセチア紛争では黒海艦隊がグルジア海軍を攻撃（アブハジア沖海戦）。ロシアによるクリミア半島併合でも海軍歩兵が動員された。2015年にロシアはシリア内戦にアサド政権を支援して介入。黒海艦隊はシリアに展開したロシア軍への補給任務を担ったほか、カスピ小艦隊や黒海艦隊の艦艇が巡航ミサイル攻撃を加えた。

#### 空母建造計画
2007年7月、ロシア連邦海軍総司令官ウラジーミル・マソリン上級大将は、ロシア海軍が新型駆逐艦および航空母艦を建造する計画を立てている事を発表し、新空母は「少なくとも長さ100メートルを越える原子力艦になり、計30機のジェット戦闘機とヘリコプターを搭載する」と発言した。
2008年2月、ロシア連邦軍機関紙『クラースナヤ・ズヴェズダー』で、ロシア海軍は2012年から2020年に掛けて、「4隻の中型クラス航空母艦」を起工する計画を立てていると記述された。
2008年4月4日、ロシア海軍総司令官ヴラジーミル・ヴィソツキーは、記者会見で「ロシア海軍は2050年から2060年6個の航空機動部隊を保有する計画である」との発表をした。新たに編成される「海上航空母艦システム」は、航空母艦、戦闘艦、航空機、無人戦闘機、潜水艦、人工衛星から成り、新型航空母艦の建造は、2012年から行われ、北方艦隊と太平洋艦隊に配備される予定である。
2008年10月11日ドミートリー・メドヴェージェフ大統領は、「アドミラル・クズネツォフ」乗組員との会合の席で、国防省に対し今後2年間で艦の建造に近づく為、新航空巡洋艦建造の為の開発計画を作成するよう指示した、と述べた。メドヴェージェフは、航空巡洋艦は平均して約5年で造られるという見通しを述べ、早ければ2015年には「最初の成果を得られるだろう」と発言した。また、新航空巡洋艦の「動力装置は原子力でなければならない」という「個人的見通し」を述べた。

## 組織
ロシア海軍は、4個艦隊（флот, flot, fleet）と1個小艦隊（Каспийская флотилия, flotiliya, 英語: flotilla）から成る。
- 北方艦隊 (Северный флот; СФ)
- 太平洋艦隊 (Тихоокеанский флот; ТОФ)
- バルト海艦隊 (Балтийский флот; Бф)
- 黒海艦隊 (Черноморский флот; ЧФ)
- カスピ小艦隊 (Каспийская флотилия)

北方艦隊と太平洋艦隊は、大洋艦隊であり、隣接海域を越え、各々大西洋と太平洋で活動することを目的とする。バルト海艦隊と黒海艦隊は、各々隣接海域のバルト海と黒海及びそれらに近い海域（北海や地中海など）で活動する事を目的とする地域艦隊である。カスピ小艦隊は、カスピ海で活動する事を目的とする小艦隊である。
| 氏名                         | 階級     | 在任期間             | 出身校                     | 前職               |
| ---------------------------- | -------- | -------------------- | -------------------------- | ------------------ |
| ウラジーミル・チェルナヴィン | 上級大将 | 1985年11月-1992年8月 | レニングラード高等海軍学校 | 北方艦隊司令官     |
| フェリックス・グロモフ       | 上級大将 | 1992年8月-1997年11月 | 太平洋高等海軍学校         | 北方艦隊司令官     |
| ウラジーミル・クロエドフ     | 上級大将 | 1997年11月-2005年9月 | 太平洋高等海軍学校         | 海軍参謀総長       |
| ウラジーミル・マソリン       | 上級大将 | 2005年9月-2007年8月  | 黒海高等海軍学校           | 海軍参謀総長       |
| ウラジーミル・ヴィソツキー   | 大将     | 2007年9月-2012年5月  | 黒海高等海軍学校           | 北方艦隊司令官     |
| ヴィクトル・チルコフ         | 大将     | 2012年5月-2016年3月  | ウラジオストク高等海軍学校 | バルト海艦隊司令官 |
| ウラジミール・コロリョーフ   | 大将     | 2016年4月-2019年5月  | フルンゼ高等海軍学校       | 北方艦隊司令官     |
| ニコライ・エフメノフ         | 大将     | 2019年5月-2024年3月  | 潜水艦航法高等海軍学校     | 北方艦隊司令官     |
| アレクサンドル・モイセエフ   | 大将     | 2024年4月-           | 海軍無線電子研究所         | 北方艦隊司令官     |

| 氏名                       | 階級 | 在任期間              | 出身校                     | 前職                       |
| -------------------------- | ---- | --------------------- | -------------------------- | -------------------------- |
| ワレンチン・セリヴァノフ   | 大将 | 1992年9月-            |                            | レニングラード海軍基地司令 |
| イーゴリ・フメリノフ       | 大将 | -1997年7月            | 太平洋高等海軍学校         | 太平洋艦隊司令官           |
| ウラジーミル・クロエドフ   | 大将 | 1997年7月-1997年11月  | 太平洋高等海軍学校         | 太平洋艦隊司令官           |
| ヴィクトル・クラフチェンコ | 大将 | 1997年11月-2005年2月  |                            |                            |
| ウラジーミル・マソリン     | 大将 | 2005年2月-2005年9月   | 黒海高等海軍学校           | 黒海艦隊司令官             |
| ミハイル・アブラモフ       | 大将 | 2005年9月-2009年7月   | 太平洋高等海軍学校         | バルト海艦隊参謀長         |
| アレクサンドル・タタリノフ | 大将 | 2009年7月-2015年12月  | 太平洋高等海軍学校         | 海軍総司令官第1代理        |
| アンドレイ・ボロジンスキー | 中将 | 2015年12月-2019年12月 | レニングラード高等海軍学校 | 参謀本部作戦管理総局次長   |

### 兵科

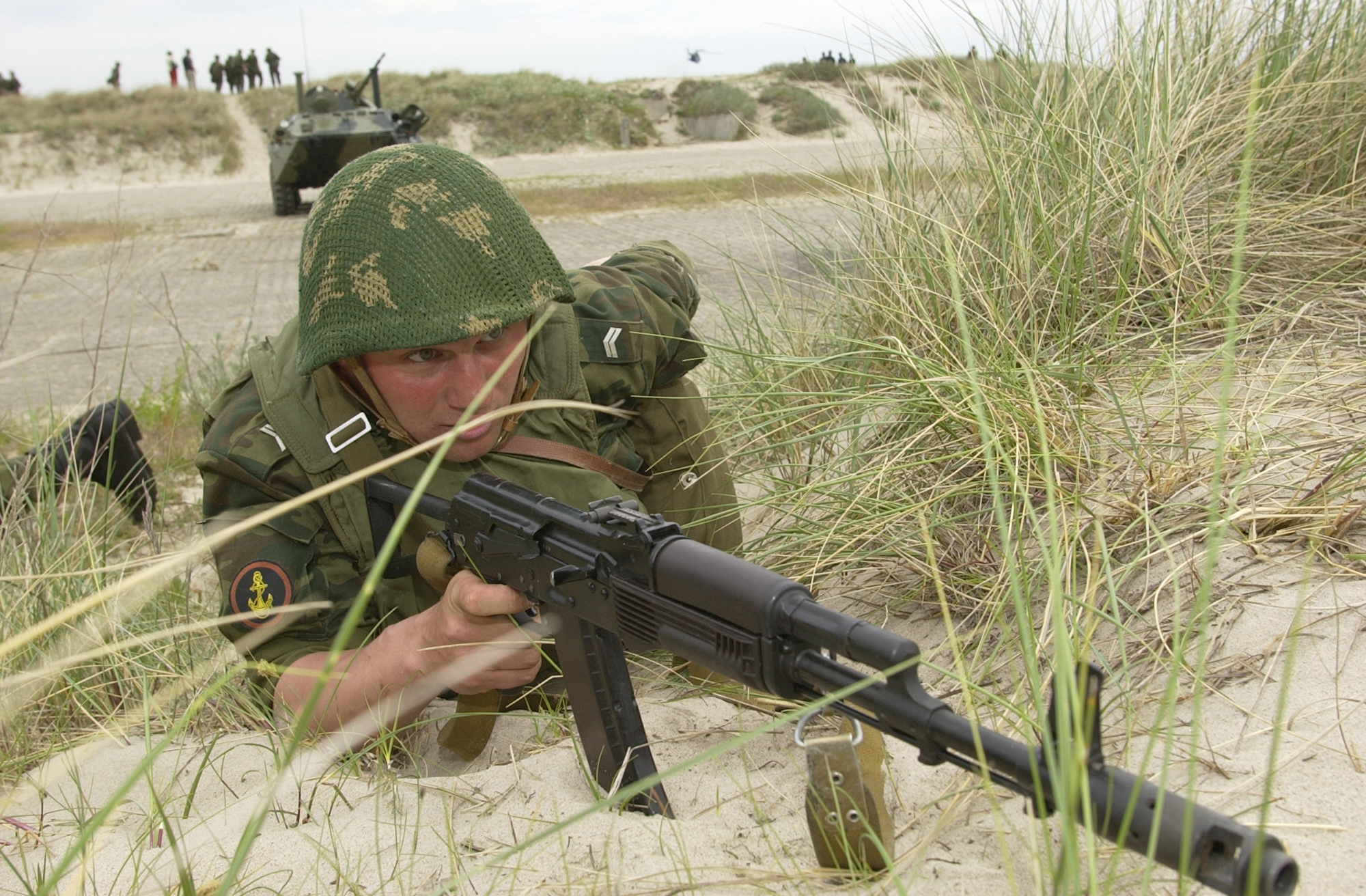
AK-74Mを構える海軍歩兵。2003年。

- 潜水戦力 (Подводные силы) - 潜水艦
- 水上艦艇 (Надводные корабли) - 戦闘艦
- 海軍航空隊 (Морская авиация)
  - 戦略航空隊
  - 戦術航空隊
  - 艦載航空隊
  - 沿岸航空隊
- 沿岸防衛部隊 (Войска береговой обороны)
  - 海軍歩兵 (Морская пехота)
- 後方部隊

## 階級
水上部隊及び潜水艦部隊は海軍式、補助部隊及び海軍航空隊は全軍式（陸軍式）の階級形式である。

### 水上部隊及び潜水艦部隊

#### 提督・士官
| NATO階級符号 | OF-9          | OF-8    | OF-7         | OF-6          | OF-5               | OF-4               | OF-3               | OF-2              | OF-1              | OF-1          | OF-1              |
| ------------ | ------------- | ------- | ------------ | ------------- | ------------------ | ------------------ | ------------------ | ----------------- | ----------------- | ------------- | ----------------- |
| 肩章         |               |         |              |               |                    |                    |                    |                   |                   |               |                   |
| 袖章         |               |         |              |               |                    |                    |                    |                   |                   |               |                   |
| 階級         | Адмирал флота | Адмирал | Вице-адмирал | Контр-адмирал | Капитан 1-го ранга | Капитан 2-го ранга | Капитан 3-го ранга | Капитан-лейтенант | Старший лейтенант | Лейтенант     | Младший лейтенант |
| 邦訳         | 上級大将      | 大将    | 中将         | 少将          | 大佐               | 中佐               | 少佐               | 大尉              | 中尉 （上級中尉） | 少尉 （中尉） | 少尉補 （少尉）   |

#### 准士官・下士官・兵
| NATO階級符号 | OR-9                  | OR-9            | OR-8                         | OR-6                  | OR-5                  | OR-4                  | OR-2           | OR-1   |
| ------------ | --------------------- | --------------- | ---------------------------- | --------------------- | --------------------- | --------------------- | -------------- | ------ |
| 肩章         |                       |                 |                              |                       |                       |                       |                |        |
| 階級         | Старший мичман        | Мичман          | Главный корабельный старшина | Главный старшина      | Старшина 1-й статьи   | Старшина 2-й статьи   | Старший матрос | Матрос |
| 邦訳         | 兵曹上長 （上級准尉） | 兵曹長 （准尉） | 上等兵曹 （上級艦艇兵曹）    | 一等兵曹 （上級兵曹） | 二等兵曹 （一等兵曹） | 三等兵曹 （二等兵曹） | 上等水兵       | 水兵   |

### 補助部隊

#### 将軍・士官
上級大将は置かない。
| NATO階級符号   | OF-8              | OF-7              | OF-6          | OF-5      | OF-4         | OF-3     | OF-2    | OF-1              | OF-1          | OF-1              |
| -------------- | ----------------- | ----------------- | ------------- | --------- | ------------ | -------- | ------- | ----------------- | ------------- | ----------------- |
| 沿岸 衛生 法務 |                   |                   |               |           |              |          |         |                   |               |                   |
| 航空           |                   |                   |               |           |              |          |         |                   |               |                   |
| 階級           | Генерал-полковник | Генерал-лейтенант | Генерал-майор | Полковник | Подполковник | ru:Майор | Капитан | Старший лейтенант | Лейтенант     | Младший лейтенант |
| 邦訳           | 大将              | 中将              | 少将          | 大佐      | 中佐         | 少佐     | 大尉    | 中尉 （上級中尉） | 少尉 （中尉） | 少尉補 （少尉）   |

#### 准士官・下士官・兵
| NATO階級符号 | OR-9              | OR-9      | OR-8     | OR-6            | OR-5    | OR-4            | OR-2           | OR-1   |
| ------------ | ----------------- | --------- | -------- | --------------- | ------- | --------------- | -------------- | ------ |
| 沿岸 衛生    |                   |           |          |                 |         |                 |                |        |
| 航空         |                   |           |          |                 |         |                 |                |        |
| 階級         | Старший прапорщик | Прапорщик | Старшина | Старший сержант | Сержант | Младший сержант | Старший матрос | Матрос |
| 邦訳         | 上級准尉          | 准尉      | 曹長     | 上級軍曹        | 軍曹    | 伍長            | 上等水兵       | 水兵   |

## 主要基地・施設
- 北方艦隊
  - アルハンゲリスク
  - ムルマンスク
- バルト海艦隊
  - カリーニングラード（旧ケーニヒスベルク）
  - クロンシュタット
- 黒海艦隊
  - セヴァストポリ
  - ノヴォロシースク
  - ロストフ・ナ・ドヌ
  - タルトゥース海軍補給処（シリア）
- 太平洋艦隊
  - ウラジオストク海軍基地（ウラジオストク）
  - ナホトカ
  - ペトロパブロフスク・カムチャツキー
  - マガダン

ソビエト連邦の崩壊後の1992年から2014年までは、ソ連から独立したことで外国領となったウクライナ領クリミア半島の軍港セバストーポリを、ロシア海軍がウクライナ政府から有料で租借利用していたが、同半島ごと併合した現在では、この租借料を払わずに黒海艦隊の拠点としている。

## 現役艦艇一覧
2015年5月現在の現役艦艇一覧。括弧内最初の数字は舷番号を、最後の西暦は就役年を表す。既に退役した艦艇については「ソ連・ロシア海軍艦艇一覧」を参照。

### 潜水艦
戦略型原子力潜水艦
- 955型/955A型、ボレイ型 ×8隻（2隻建造中）
- 667BDRM型、デルタIV型 ×6隻
- 667BDR型、デルタIII型 ×1隻

巡航ミサイル搭載型原子力潜水艦
- 885型/885M型、ヤーセン型 ×5隻（4隻建造中、3隻計画中）
- 949A型、オスカーII型 ×6隻

攻撃型原子力潜水艦
- 945B型、シエラII型 ×2隻
- 09710型、アクラIII型 ×1隻
- 971U型、アクラII型 ×1隻
- 971型、アクラI型 ×8隻
- 671RTMK型、ヴィクターIII型 ×2隻

通常動力型潜水艦
- 677型、ラーダ型 ×0隻（4隻建造中、1隻計画中）
- 877型/877EKM型、キロ型 ×11隻
- 636/636.3型、改キロ型 ×11隻（2隻建造中、3隻計画中）

補助原子力潜水艦
- 1910型、ユニフォーム型[7] ×2隻

（AS13、1986年）
（AS15、1991年）
- 10831型[7] ×1隻（1隻建造中）

（AS31、2010年）
（AS?、2018年就役予定）
- 1851型、パルタス型[8] ×2隻

（AS21、1994年）
（AS35、1991年）
- 667BDR型、デルタIIIストレッチ型[9] ×1隻

補助潜水艦
- 20120型[10] ×1隻

サロフ（2008年）

### 重航空巡洋艦 (航空母艦)
ミサイル航空母艦
- 1143.5型、アドミラル・クズネツォフ

### 巡洋艦
原子力ミサイル巡洋艦
- 1144.2型、キーロフ級 ×1隻（1隻修理中）

ミサイル巡洋艦
- 1164型、スラヴァ級 ×2隻

### 駆逐艦
ミサイル駆逐艦
- 1155.1型、ウダロイII級 ×1隻
- 1155型、ウダロイ級 ×7隻
- 956型/956A型、ソヴレメンヌイ級 ×2隻

### フリゲート
ミサイルフリゲート
- 22350型、アドミラル・ゴルシコフ級 ×2隻（6隻建造中、2隻計画）
- 11356M型、アドミラル・グリゴロヴィチ級 ×3隻（1隻計画）
- 20380型/20381型/20385型、ステレグシュチイ級 ×8隻（3隻建造中）
- 11661K型、ゲパルト型 ×2隻

対潜フリゲート
- 1154型、ネウストラシムイ級 ×2隻
- 1135M型、クリヴァクII型 ×1隻
- 1135型、クリヴァク型 ×1隻

### コルベット
コルベット
- 22160型、ヴァシリー・バイコフ級×0隻（2隻建造中、10隻計画）

ヴァシリー・バイコフ(2017年就役予定)
ドミートリ・ロガチェフ(2017年就役予定)
- 1234.7型、ナヌチュカIV型 ×1隻
- 1234.1型、ナヌチュカIII型 ×12隻
- 1242.1型、改タランタルII型 ×1隻
- 1241.1型、タランタルII型 ×6隻
- 21631型、ブーヤン型 ×6隻（6隻建造中）

対潜コルベット
- 1124ME型、グリシャV型 ×18隻
- 1124M型、グリシャIII型 ×3隻
- 1331型、パルヒムII型 ×6隻

SES型コルベット
- 1239型、ダーガチ型 ×2隻

黒海艦隊：サムーム（616 1995年）、ボラ（615 1997年）

### 哨戒艦艇
ミサイル艇
- 206MP型、マトカ型 ×3隻

魚雷艇
- 1145型、ムーハ型×1隻

黒海艦隊：ウラジミーレツ（060）
哨戒ボート
- 12150A型、マングスト型 ×2隻

（931）、（936）
- 03160型、ラプトル型 ×3隻（5隻建造中）*21980型、グラチョノーク型 ×10隻（6隻建造中）

P104（889)、P191（840）、P349（841）、P350（842）、P377（996）、P351（930）、P420（997）、P417（???）、P355（836）、P356（837）
哨戒艦
- 23250型哨戒艦
- 22160型哨戒艦

### 機雷戦艦艇
航洋型掃討掃海艦
- 12660型、ゴーリャ型×2隻

黒海艦隊：アドミラル・ジェレズニャコフ（901 1988年）
北方艦隊：ヴィツェ・アドミラル・グマネンコ （811 Vitse-Admiral 1994年）
航洋型掃海艦
- 266M型、ナーチャI型×10隻

北方艦隊：コメンドル（808）、コントル・アドミラル・ウラソフ(855）
太平洋艦隊：MT265（718 MT265）、MT264（738 MT264）
黒海艦隊：ヴァレンチン・ピクリ（770）、ヴィツェ・アドミラル・ジューコフ（909）、イヴァン・ゴルベッツ（911）、ツルビニスト（912）、コウロヴェッツ（913）、ヴィツェ・アドミラル・ザハリン（908）
沿岸型掃討掃海艇
- 12700型、アレクサンドリート級×1隻（7隻建造中）

北方艦隊：アレクサンドル・オブホフ（2015年）
- 12650/12650M型、ソーニャ型×20隻

北方艦隊：ポリャルヌイ（402）、コロムナ（425）、コテルニッチ（418）、イエルニャ（454）、アヴァンガルド（466）、イヤドリン（469）
太平洋艦隊：BT232（525）、BT256（560）、BT114（542）、BT100（565）
バルチック艦隊：アレクセイ・レヴェデフ（505）、BT212（501）、レオニド・ソボレフ（510）、セルゲイ・コルバッセフ（522）、BT115、BT262（577）
カスピ小艦隊：マゴメド・ガドギエフ（564）、ゲルマン・ウグリゥモフ（501）
黒海艦隊：レイテナント・イリン（438）、ミネラルニイ・ヴォディ（426）
沿岸型掃討艇
- 10750型、リダ型×8隻

バルチック艦隊：RT249（206）、RT273（210）、RT231（219）、RT252（239）、RT57（316）、RT248（348）
カスピ小艦隊：RT233（215）、RT234（215）
掃海ボート(MSB)
- 1259型、オーリャ型×1隻

黒海艦隊：RT278（219）

### 水陸両用戦艦艇
戦車揚陸艦
- 11711型、イワン・グレン級 ×1隻（1隻建造中）

ヴィツェ・アドミラル・イヴァン・グレン（2018年就役）
ピョートル・モルグノフ（2018年就役予定）
- 775M型、ロプーチャII型×3隻

コロレフ（130）、アゾフ（151）、ペレスヴェト（077）
- 775型、ロプーチャI型×12

オレネゴルスキイ・ゴルニアク（012）、ゲオルギイ・ポベドノセツ（016）、コンドポガ（027）、アレクサンドル・オトラコフスキイ（031）、カリーニングラード（102）、アレクサンドル・シャバリン（110）、ミンスク（127）、ノヴォチェルカッスク（142）、ヤマル（156）、ツェサール・クニコフ（158）、アドミラル・ネヴェルスキイ（055）、オスリアビヤ（061）
- 1171型、タピール型×4隻

サラトフ（150）、ニコライ・フィルチェンコフ（152）、ニコライ・ヴィルコフ（081）、オルスク（148）
汎用揚陸艇
- 21820型、ジュゴン型×3隻（8隻建造中）

アタマン・プラホフ（2010年）
デニス・ダヴィドフ（2014年）
イヴァン・カルツォフ（2014年）
リエウテナント・リムスキイ・コルサコフ
ミドシップマン・レルモントフ
- 11770型、セルナ型×10隻（2隻建造中）

DKA144（575）、DKA131（631）、DKA56（634）、DKA156（630）、DKA172（645）、DKA107（650）、DKA67（747）、DKA99（544）、コントル・アドミラル・デミドフ、コントル・アドミラル・オレーニン
機動揚陸艇
- 1176型、オンダトラ型×10隻

DKA57（675）、DKA70（677）、DKA106（570）、DKA148（578）、DKA182（533）、DKA185（642）、DKA325（799）、DKA464（590）、DKA465（746）、ニコライ・ルブツォフ（555）
エアクッション型揚陸艇
- 1232.2型、ポモルニク型 ×2隻
- 1232.1型、アイスト型×2隻

MDK18（608）、MDK88（609）

### 偵察艦艇
ミサイル追跡情報収集艦
- 1826型、バルザム型 ×2隻
- 864型、ヴィシィニャ型 ×6隻

情報収集艦
- 18280型 ×0隻（2隻建造中）

アドミラル・ユーリ・イヴァノフ（2014年）
イヴァン・フルス（2016年）
- 861M型、モマ型×3隻

エクヴァトル（SSV418）、リマン（SSV824 ）、キルディン
- 503M/503R型、アルピニスト型×2隻

ジィグレフスク（GS19）、スィズラン（GS39）

### 調査艦艇
海洋観測艦
- 852型/856型、アカデーミク・クリィロフ級×1隻

アドミラル・ウラディミルスキイ
- 22010型 ×0隻（1隻建造中）

ヤンタル（2015年）
- 865型、シビリヤコフ級×2隻

シビリヤコフ、ロムズアルド・ムクレヴィッチ
- 11982型、セリゲル級×1隻（2隻建造中）

セリゲル（2012年） ラドガ（2016年） イルメン（2016年）
- ヴィノグラード型×2隻

バルチック艦隊：GS525(1985年)
北方艦隊：GS526(1985年)
水路調査艦
- 19910型 ×2隻

バルチック艦隊：ヴァヤガーチ
太平洋艦隊：ヴィクトル・ファレイエフ
- 19920型、バクラン型×4隻（4隻建造中）

BGK797(2008年)  BGK2090(2008年)  BGK2148(2012年)  BGK2151(2013年)
BGK2152(2015年)
測量艦
- 862型、ユグ型×10隻

北方艦隊：ゴリゾント、ギドロログ、ヴィジール、セネージ
太平洋艦隊：ヴィツェ・アドミラル・ヴォロニツォフ、ペガス、マーシャル・ゲロヴァニ
バルチック艦隊：ニコライ・マツセヴィッチ
黒海艦隊：ドヌズラフ、ストヴォール
- 861型、モマ型×6隻

北方艦隊：マルス
太平洋艦隊：アンタレス、アンタルクチイダ
黒海艦隊：セヴェール、チェレケン
バルチック艦隊：、アンドロメダ
- 872型、フィニク型×21隻

北方艦隊：GS87、GS260、GS278、GS297、GS392、GS405
太平洋艦隊：GS44、GS47、GS84、GS272、GS296、GS397、GS404
黒海艦隊：GS86、GS402
バルチック艦隊：GS270、GS399、GS400、GS403
カスピ小艦隊：GS202、アナトリイ・グジヴィン
- 870型、カメンカ型×7隻

GS66、GS78、GS82、113、GS199、GS211、GS?
- 871型、ビヤ型×8隻

北方艦隊：GS193
太平洋艦隊：GS200、GS210、GS269
バルチック艦隊：GS204、GS208、GS214
カスピ小艦隊：GS202
沿岸測量船
- 1896型、GPB-480型 ×60隻

音響測定艦
- 1806型、オネガ型×7隻

バルチック艦隊：ヴィクトル・スブボチン
黒海艦隊：アカデーミク・セミニヒン
北方艦隊：アカデーミク・イサーニン（SFP586、SFP286、SFP562
太平洋艦隊：SFP173、SFP295
調査艦
- 20180/20181/20183型、ズベズドチカ級×2隻（2隻建造中）

ズベズドチカ（600 2008年） アカデーミク・コヴァレフ（2015年） アカデーミク・アレクサンドロフ（2016年） アカデーミク・マケーエフ（2018年）
- 862型、ユグ型×1隻

北方艦隊：テムリューク（SSV700 ）
- 1454型、改ソールム型×1隻

北方艦隊：チューソヴォイ（GS302）
ミサイル追跡艦
- 1914.1型、マーシャル・ネデリン級ミサイル追跡艦×1

### 練習艦
- 887型、スモルヌイ級×2隻

ペレコープ（200）、スモルヌイ（210）
- UK-3型、ペトルーシュカ型×10隻

MK391、MK405、MK1277、MK1303、MK1407-1411、MK1556

### 潜水艦支援艦
原子力潜水艦母艦
- 2020型、マリナ型 ×1隻

PM63
ミサイル弾薬補給艦
- 1791型、アムガ級 ×2隻

ヴェトルーガ、ダウガーヴァ
潜水艦救難艦
- 537型、エルブルス級 ×1隻

アラゲツ
- 21300型、イゴール・ベロウソフ級 ×0隻（1隻建造中、3隻計画中）

イゴール・ベロウソフ（2015年）

### 潜水艇
救難潜水艇
- 18270型、ベステル型 ×1隻

AS36
潜水サルベージ艇
- 1855型、プリズ型 ×4隻

AS26、AS28、AS30、AS34
- 1837型 ×4隻

AS14、AS16、AS18、AS19
水中作業艇
- 1839型 ×3隻

AS25、AS29、AS32
潜水調査船
- 16811型、コンスル型 ×1隻

AS39
- 16810型、ルス型 ×1隻

AS37
- 1832型、ポイスク2型 ×2隻

AS24、AS27

### 支援艦
サルベージ艦
- 05360/053601型、ミハイル・ルドニスキー級 ×4隻

北方艦隊：ミハイル・ルドニスキー、ゲオルギイ・チトフ
太平洋艦隊：ゲオルギイ・コズミン、サヤニイ
工作艦
- 304/304M型、アムール型 ×10型

PM30、PM56、PM82、PM138、PM140、PM156、PM59、PM69、PM86、PM97
サルベージ運搬船
- コムーナ（1915年）

電纜敷設艦
- 1274型、クラスマ型 ×1隻

イングーリ
- 1172型/1275型、エンバ型 ×4隻

セツーン、ネプリャダーヴァ、ケーム、ビリウーサ
設標艦
- 141型、カシュタン型 ×8隻

アレクサンデル・プーシキン、KIL143、KIL158、KIL164、KIL168、KIL498、KIL927、SS750
- 419型、スーラ型 ×6隻

KIL1-2、KIL22、KIL25、KIL27、KIL31
武器試験艦
- ポトク型 ×1隻

OS138

### 補給艦
大型補給艦
- 1559V型、ボリス・チリキン級 ×4隻

ボリス・ブトマ、イヴァン・ブブノフ、セゲイ・オシポフ、ゲンリーチ・ガサヌーフ
小型補給艦
- カリーニングラード級 ×2隻

ヴィアズマ、カーマ
- 6404型、オレクマ級 ×1隻

イマン
給油艦
- 23130型 ×1隻

アカデーミク・パシン（2016年）
- 23131型 ×2隻

小型給油艦
- ドゥブナ級 ×3隻

ドゥブナ、イルクート、ペチェンガ
- 160型、改アルタイ級 ×6隻

プルート、コラ、イエルニャ、イゾーラ、イリーム、イエゴルリーク
- 577D型、ウダ型 ×4隻

レナ、ヴィシェラ、コイダ、デゥナイ
貨物補給艦
- 596P型、ヴィテグラレスII級 ×1隻

ダウリヤ（506)
- MP6型、ビラ級 ×2隻

ビラ、イルギス
ミサイル弾薬補給艦
- 323/323B型、ラマ型 ×1隻

ジェネラル・リャビコフ
小型弾薬補給艦
- 1823型、ムナ型 ×4隻

VTR92、VTR94、OS114、OS213
- 872型、フィニク型×1隻、1219

黒海艦隊：ペートル・グラドフ（VTR75）
油船
- コンダ型 ×1隻

ヤクーロマ
- 437M型、ホビ型 ×3隻

ラヴァート、ソーシャ、オルシャ
- 1844/1844D型、トプリヴォ型 ×30隻

VTNシリーズ

### 輸送艦艇
弾薬輸送艦(AETL)
- 20360型、デゥブニャーク級 ×1隻

デゥブニャーク（VTR79 Dubnyak）
沿岸油槽艦(AOTL)
- 03180型×2（2隻建造中）

ウムバ（Umba）、ペチャ（Pecha）、ルーガ（Luga）、VTN74
ミサイル燃料輸送艦(AOS)
- 1541型、ルザ型 ×1隻

ドン（Don）
核燃料輸送艦(AOSR)
- イマンドラ（Imandora）

真水輸送艦(AWT)
- 1549型、マニイチ級 ×2隻

マニイチ（Manych）、タギル（Tagil）
- 561型、ヴォダ型 ×10隻

MV6、MV9-10、MV16-18、MV24、MV134、MV136、MV138
兵站支援艦(AFT)
- 23120型 ×0隻（3隻建造中）

エルブルス（Elbrus）、MB75、カピタン・シェフチェンコ（Kapitan Shevchenko）

### 医療船
病院船(AHH)
- 320型、オビ級 ×3隻

エニセイ（Yenisei）、スヴィル（Svir）、イルチィシュ（Irtysh）
救急船(YH)
- SK620級、ドラコン型 ×6隻

SN109、SN126、SN128、SN401、SN1318、SN1520

### 砕氷艦
砕氷艦(AGB)
- 97型、ドブルイニア・ニキーティチ級 ×5隻

ブラン（Buran）、ペレスヴェト（Peresvet）、サドコ（Sadko）、イリヤ・ムロメツ（Ilya Muromets）、ウラディミル・カフライスキイ（Vladimir Kavraisky）

### 曳船
航洋曳船(ATA)
- B-92型、ネフテカズ型 ×2隻

イルガ（Ilga）、カラール（Kalar）
- 714型、ゴルイン型 ×10隻

MB15、エフゲニイ・コーロフ（MB-35 Evgeny Khorov）、MB38、MB105、MB119、SB36、SB521-523、SB931
- 745型、ソールム型 ×13隻

MB4、MB19、MB28、MB37、MB56、MB58、MB61、MB76、MB99-100、MB110、MB148、MB304
- 745MB/745MBS型、改ソールム型 ×2隻（1隻建造中）

MB12、ヴィクトル・コペスキー（Viktor Kopecky）
- 22030型、オホーツク型 ×1隻

アレクサンデル・ピスクノフ（MB-11 Alexander Piskunov、2011年）
- 22870型 ×2隻（1隻建造中）

SB45、プロフェソル・ニコライ・ムール（Professor Nikolay Muru）
- 733/733S型、オフテンスキー型 ×12隻

SB4、モシュチヌイ（SB6 Moshchny）、SB5、SB8、MB23、MB54、MB160、セルディティ（MB165 Serdity）、MB166、ポチェトニイ（MB169 Pochetnyy）、ロクサ（MB171 Loksa）、MB174
サルベージ曳船(ATS)
- 5757型、バクラザーン型 ×2隻

ニコライ・チケール（SB131 Nicolay Chiker） - 1987年
フォチイ・クリロフ（SB135 Fotiy Krilov） - 1987年
- 1453型、イングル型 ×4隻

パミール（Pamir）、マシューク（Mashuk）、アルタイ（Altay）、アラタウ（Alatau）
- 712型、スリヴァ型 ×3隻

ヴィクル（SB406 Vikr）、パラドクス（SB921 Paradoks）、シャホテール（SB922 Shakhter）
- 527M型、プルート型 ×1隻

エプロン（Epron）
- 1893/1993型、カツン型 ×7隻

PZHS98、PZHS123、PZHS273、PZHS279、PZHS282、PZHS92、PZHS95
港内曳船(YTB/YTL)
- PS-45型 ×0隻（2隻建造中）

MB121
- PE-65型 ×2隻（2隻建造中）

MB92-93、MB134-135
- 498/04983/04985型、プロメテイ型 ×18隻

RB1、RB7、RB57、RB98、RB158、RB173、RB179、RB201-202、RB217、RB239、RB262、RB265、RB296、RB314、RB327、RB360、RB362
- 192型、スティヴィドル型 ×10隻

RB22、RB40、RB100、RB108-109、RB136、RB167、RB293、RB325-326
- 16609型 ×4隻（1隻建造中）

デルフィン（Delfin）、カサーツカ（Kasatka）、RB402-407、ベルーガ（Beluga）
- 90600型 ×22隻

RB20、RB27、RB34、RB42-43、RB45、RB47-48、RB386、RB389、RB391-392、ポモリイエ（Pomorye）、RB394-395、RB398-401、RB412-413、RB365
- 737K/M型、サイドホール型 ×38隻

RB2、RB5、RB17、RB20、RB23、RB25-26、RB43-44、RB46、RB49、RB48、RB50、RB52、RB168、RB192-194、RB197-199、RB212、RB232-233、RB237、RB240、RB244、RB246-250、RB255-256、RB310-311

### その他の補助艦
魚雷揚収船/雑用船(YPT/YAG)
- 1388/1388M型、シェロンI/II型 ×12隻

消磁船(YDG)
- 130型、ベレザ型 ×15隻

北方艦隊：SR74、SR216、SR478、SR548、SR569、SR938
バルチック艦隊：SR28、SR120、SR245、SR479、SR570、SR936
黒海艦隊：SR137、SR541、SR939
- 1799型、ペリム型 ×12隻

SR26、SR111、SR179-180、SR188、SR203、SR233、SR267、SR280、SR334、SR370、アカデミーク・ウラディミール・コテルニコフ（Akademik Vladimir Kotelnikov）
水中作業母船(YDT)
- 11980型 ×1隻

VM596
- 535M型、イェルバ型 ×32隻

VM20、VM72、VM143、VM146、VM152、VM154、VM159、VM227、VM230、VM250、VM253、VM268、VM270、VM277、VM409、VM414-415、VM420、VM425、VM429、VM519、VM725、VM807、VM809、VM907-911、VM915-916、VM919
- 1896型、ヌイリャトI型 ×30隻
- 522型、ヌイリャトII型 ×20隻
- 1415型、フラミンゴ型 ×48隻
- 23040型 ×10隻（6隻建造中）

RVK762、RVK764、RVK767、RVK771、RVK933、RVK946、RVK1045、RVK1064、RVK1102、RVK1112
- 14157型 ×2隻（6隻建造中）

消防船(YTR)
- 1461.3型、モルコフ型 ×15隻

PZHK415、PZHK417、PZHK900、PZHK1296、PZHK1378、PZHK1514-1515、PZHK1544-1547、PZHK1560、PZHK1680、PZHK1859、PZHK2055
- 364型、ポザールヌイ型 ×27隻

PZHK3、PZHK5、PZHK17、PZHK30-32、PZHK36-37、PZHK41-47、PZHK49、PZHK53-55、PZHK59、PZHK64、PZHK66、PZHK68、PZHK79、PZHK82、PZHK84、PZHK86
交通運荷船(YFL)
- SK620級、ドラコン型 ×10隻

MK391、MK1303、MK1407-1409、PSK382、PSK405、PSK673、PSK1411、PSK1518
宿泊船(YPB)
- 688/688A型、ボルヴァ型 ×30隻

上陸用舟艇
- ジュゴン級上陸用舟艇 ×5隻

### ロシア海軍艦艇と猫
かつて、官民問わず多くの船で航海の安全を祈願するためや積荷の保護目的などで猫が船乗り猫として飼われる事例があったが、イギリス海軍は衛生上の観点から、1975年に猫や他のペットを洋上の船に載せることを禁止し、商船においても2年後に同様の措置が取られたが、
ロシア海軍では現代においても、原子力ミサイル巡洋艦・キーロフやキロ級潜水艦・スタリー・オスコル、2022年ロシアのウクライナ侵攻時に沈んだ黒海艦隊旗艦・巡洋艦モスクワなど多くの海軍艦艇で猫が飼われている。

## 航空機一覧
2015年5月現在。
固定翼機

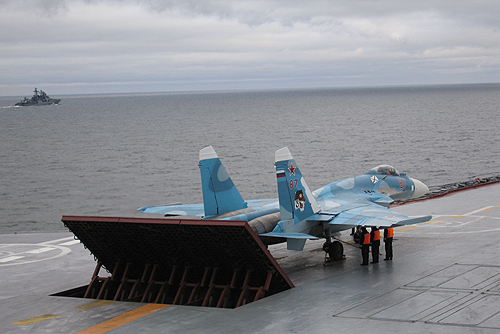
艦上戦闘機Su-33

- スホーイ Su-33 フランカーD/UB×17/2
- スホーイ Su-25UT フロッグフットUTG×5
- スホーイ Su-24 フェンサーC/D/E×40
- ミコヤン・グレビッチ Mig-29K/KUB ファルクラム×20/4
- イリューシン Il-38 メイ×23
- ツポレフ Tu-22M バックファイアC×55
- ツポレフ Tu-142 ベアF/J×10/4
- ベリエフ Be-12 メイル×3

回転翼機
- カモフ Ka-31 ヘリックスRLD×2
- カモフ Ka-27PI/29/32 ヘリックスA/B/D×56/28/5

## 旗

ロシア海軍の軍艦旗
ロシア海軍の艦首旗
艦艇ペナント